# University of Liverpool
University of Liverpool (zkráceně UOL) je anglická veřejná výzkumná univerzita se sídlem v Liverpoolu. Byla založena v roce 1881 a v roce 1903 královským dekretem získala povolení udělovat tituly. Je známá jako jedna ze šesti „Red brick university“, protože byla původně jednou z devíti světských univerzit založených v 19. století ve velkých průmyslových městech Anglie, jejíž budovy jsou vystavěny z červených pálených cihel. Univerzita se skládá ze tří fakult rozdělených do 35 kateder a škol. Je zakládajícím členem sdružení Russell Group, které sdružuje dvacet čtyři veřejných výzkumných univerzit ve Spojeném království. Univerzita vyučuje více než 230 bakalářkých studijních kurzů ve 103 předmětech.
Liverpoolská univerzita byla první univerzitou ve Spojeném království, která založila katedry oceánografie, městského plánování, architektury a biochemie (Johnston Laboratories). V roce 2006 byla také první univerzitou ve Spojeném království, která založila nezávislou univerzitu v Číně, Xi'an Jiaotong-Liverpool University, čímž se stala první čínsko-britskou univerzitou. Obrat univerzity v letech 2020–21 byl 597,4 milionu liber, včetně 112,5 milionu liber z výzkumných grantů a smluv.
Absolventi univerzity jsou označeni post-nominálními tituly Lpool, které označují instituci.

## Historie
Po získání královského dekretu v roce 1903 se stala nezávislou univerzitou (University of Liverpool) s právem udělovat vlastní tituly. V příštích několika letech došlo na univerzitě k velkému rozvoji, včetně objevu synapse Sira Charlese Sherringtona a práce Williama Blaira-Bella o chemoterapii při léčbě rakoviny. Ve 30. až 40. letech 20. století významně přispěli k vývoji atomové bomby Sir James Chadwick a Sir Joseph Rotblat. V letech 1943 až 1966 se Allan Downie, profesor bakteriologie, podílel na vymýcení neštovic.
Mezi absolventy a bývalými profesory univerzity je devět nositelů Nobelovy ceny z oblasti vědy, medicíny, ekonomie a míru. Mezi laureáty Nobelovy ceny patří lékař Sir Ronald Ross, fyzik Charles Barkla, fyzik Martin Lewis Perl, fyziolog Sir Charles Sherrington, fyzik Sir James Chadwick, chemik Sir Robert Robinson, chemik Har Gobind Khorana, fyziolog Rodney Porter, ekonom Ronald Coase a fyzik Joseph Rotblat. Sir Ronald Ross byl také prvním britským laureátem Nobelovy ceny v roce 1902. Mezi absolventy dále patří generální ředitelé společností GlobalFoundries, ARM Holdings, Tesco, Motorola a Coca-Cola.

## Významní absolventi
- Gwen Alston, aerodynamik a pedagog
- Clive Barker, spisovatel fantasy a hororu a filmový režisér
- Wade Barrett, profesionální wrestler
- Hossein Bashiriyeh, íránský profesor politických věd
- Stephen Bayley, Welshsky spisovatel a kritik
- Torben Betts, dramatik
- Roger Bolton, moderátor a televizní producent
- George Henry Bolsover - Ředitel Školy slovanských a východoevropských studií UCL, Londýn, 1947–76
- John Brophy, voják a autor
- Dariush Borbor, íránský architekt, urbanista, designér veřejných prostor, spisovatel
- Daasebre Oti Boateng, ghanský statistik, první černý předseda United Nations Statistical Commission
- Paula Byrne, biografka
- Mary Cannell, pedagožka, historička a biografka
- George Checkley, moderní architekt
- Ong Teng Cheong, 5. prezident Singapuru
- Philip Clarke, generální ředitel Tesco PLC
- Steve Coppell, fotbalista a manažer
- Alexander Critchley, M.P. za Liverpool Edge Hill 1893–1943
- Frances Crook, výkonná ředitelka Howard League for Penal Reform
- Victoria Derbyshire, novinářka a hlasatelka
- Irene Desmet, dětský chirurg
- Frank Duckworth, statistik, tvůrce metody Duckworth–Lewis
- Carol Ann Duffy, básnířka laureátka
- Colum Eastwood, severoirský politik a předseda SDLP
- Steve Firth, hudebník
- Maxwell Fry, moderní architekt
- Ernest Gibbins, dipterista
- Simon Gilbert (journalist), novinář a autor
- Rob Grant
- Nick Grimshaw
- Brian Hall, fotbalista
- Rose Heilbron, advokátka a soudkyně
- William Holford, Baron Holford, architekt a urbanista
- John Holt, fyzik
- Barry Horne, novinář a komentátor
- Beverley Hughes PC, bývalá poslankyně Member of Parliament (MP)
- Dr Robert Roland Hughes, průkopník v neurovědě a elektroencefalografii
- Irshad Hussain, chemik a materiálový vědec
- Frank Irving, letecký inženýr, pilot kluzáků a autor
- Sir Dawda Kairaba Jawara, první prezident a premiér Gambie
- Rory Jennings, herec
- Sanjay Jha, spol-CEO Motorola, Inc. a CEO obchodu s mobilními zařízeními Motorola
- Syed Kamall
- Alfredo Kanthack FRCP FRCS, patolog
- Brian Keaney, autor knih pro děti
- Sir Frank Kermode, literární kritik
- Sir Ian Kershaw, historik
- Peter Kilfoyle
- Robert Legget, stavební inženýr, historik a spisovatel non-fiction
- Sir Leigh Lewis, stálý tajemník
- Dr Ann Limb CBE DL první žena předsedkyně skautů
- William Lindesay OBE, anglický ochranář
- Oliver W F Lodge
- Chris Lowe, hudebník
- Diarmaid MacCulloch, historik
- Emma Mbua, paleoantropoložka
- Alden McLaughlin, premiér Kajmanských ostrovů
- Rex Makin, advokát a filantrop
- Helen Marnie, členka skupiny Ladytron
- Anna Maxwell Martin, herečka
- Rod I. McAllister, architekt
- Tony McNulty, labouristický ministr
- Brian Millard, vůdce Stockportské metropolitní radnice v letech 2005–2007
- Ben Mosley, expresivní umělec
- Margaret Murphy, spisovatelka detektivních příběhů
- Doug Naylor, spoluautor Red Dwarfa
- Sir John Neale, historik anglického období Tudorovců
- Ernest Newman, hudební kritik a biograf Wagnera
- Lord Nicholls, bývalý soudce zákona
- Charlotte Nichols, Labouristická poslankyně za Warrington North 2019–
- Paddy Nixon, vicekancléř a prezident Canberrské univerzity
- Gordon Oakes
- Stel Pavlou, spisovatel a scenárista
- David Andrew Phoenix OBE, biochemik
- Dee Plume a Sue Denim, hudebnice ze skupiny Robots in Disguise
- Ceri Powell, geolog a vedoucí pracovník Royal Dutch Shell
- John Preston (1950–2017), výkonný pracovník hudebního průmyslu[7]
- James Quincey, generální ředitel The Coca-Cola Company
- Phil Redmond, televizní producent
- Sir Leonard Redshaw, stavbyvedoucí
- Gordon Jackson Rees, dětský anesteziolog
- Aki Riihilahti, bývalý fotbalista a současný fotbalový výkonný pracovník
- Wolfgang Rindler, fyzik
- Dame Stella Rimington, Generální ředitelka MI5
- Roy Roberts, herec
- Winifred Robinson, moderátorka
- Michael Rosen, spisovatel knih pro děti
- Patricia Routledge, herečka
- Barham Ahmad Salih, 8. prezident Iráku
- Amha Selassie of Ethiopia
- Sir Robin Saxby, bývalý předseda ARM Holdings
- Maeve Sherlock OBE, reformátorka a doživotní peer
- Margaret Simey, sociální a politická aktivistka
- F.E. Smith, 1. hrabě z Birkenheadu
- Martin Smith, designér vozidel
- Jon Snow, televizní moderátor Channel 4
- Edward Snowden, správce systémů a školitel kontrarozvědky
- Olaf Stapledon, spisovatel a filosof
- Sir James Stirling, architekt
- Lytton Strachey, biograf a esejista
- Edward Stringer, zástupce náčelníka obrany, Královské letectvo
- Matt Taylor, vedoucí projektu pro misi Rosetta
- Heidi Thomas OBE, scenáristka a dramatička
- Sir Michael Thompson, akademik
- Tung Chee-hwa, první výkonný ředitel Hongkongského zvláštního správního regionu
- Emma Jane Unsworth, spisovatelka
- Steve Voake, autor knih pro děti
- Lee Bee Wah, politička
- Baroness Walmsley, politička
- Helen Walsh, spisovatelka
- Sid Watkins, bývalý hlavní lékař Formule 1
- Emma Watkinson, podnikatelka
- Sir David Weatherall, Regius Professor of Medicine, 1992–2000
- Laurence Westgaph, sociální historik a aktivista
- Jim Woodcock, profesor softwarového inženýrství
- Verna Wright, kazatelka, lékařka a výzkumná vědkyně
- Warrington Yorke, profesor tropické medicíny